# Autoroute A 110
Die Autoroute A 110 war eine geplante Autobahn in Frankreich, die von Chartres nach Tours führen sollte. Im Jahr 2011 wurden die Planungen für das Projekt aber verworfen.